# Shree Crooks
Shree Grace Crooks (* 2005) ist eine US-amerikanische Schauspielerin.

## Leben
Shree Crooks begann im Jahr 2012 mit der Schauspielerei in der Fernsehserie The New Normal. Ab dem Jahr 2014 folgte eine weitere Rolle in der Serie Extant sowie 2015 in Ray Donovan und American Horror Story. Im Jahr 2016 spielte sie neben Viggo Mortensen in Captain Fantastic – Einmal Wildnis und zurück die Rolle der Zaja. Im Horrorfilm Stephanie – Das Böse in ihr von Filmproduzent und -regisseur Akiva Goldsman ist Crooks in der Titelrolle zu sehen. Der Film feierte seine Premiere im April 2017 auf dem The Overlook Film Festival. Im 2017 erschienenen Filmdrama Schloss aus Glas stand sie neben Brie Larson, Naomi Watts und Woody Harrelson vor der Kamera.

## Filmografie (Auswahl)
- 2012: The New Normal (Fernsehserie, Episode 1x18)
- 2014: Demon Beside Me (Kurzfilm)
- 2014: Extant (Fernsehserie, 4 Episoden)
- 2015: Ray Donovan (Fernsehserie, 6 Episoden)
- 2015–2016: American Horror Story (American Horror Story: Hotel, Fernsehserie, 7 Episoden)
- 2016: Captain Fantastic – Einmal Wildnis und zurück (Captain Fantastic)
- 2016: Navy CIS: L.A. (Fernsehserie, Episode 8x08)
- 2017: Stephanie – Das Böse in ihr (Stephanie)
- 2017: Schloss aus Glas (The Glass Castle)

## Nominierung
| Jahr | Award                      | Kategorie | Werk                                          | Ergebnis  |
| ---- | -------------------------- | --- | --------------------------------------------- | --------- |
| 2017 | Screen Actors Guild Awards | Bestes Schauspielensembles in einem Film (zusammen mit Annalise Basso, Ann Dowd, Kathryn Hahn, Nicholas Hamilton, Samantha Isler, Frank Langella, George MacKay, Erin Moriarty, Viggo Mortensen, Missi Pyle, Charlie Shotwell und Steve Zahn) | Captain Fantastic – Einmal Wildnis und zurück | Nominiert |